# From the Lions Mouth
Albums de The Sound
Jeopardy
(1980) All Fall Down
(1982)
Singles
1. Sense of Purpose (What Are We Going to Do)
Sortie : 20 septembre 1981

From the Lions Mouth est le deuxième album du groupe britannique The Sound.
La couverture de l'album provient de la peinture Daniel in the Lions Den du peintre Briton Rivière.

## Liste des titres
| No  | Titre            | Musique                                                  | Durée |
| --- | ---------------- | -------------------------------------------------------- | ----- |
| 1.  | Winning          | Adrian Borland, Max Mayers, Graham Green, Michael Dudley | 4:18  |
| 2.  | Sense of Purpose | Borland, Mayers, Green, Dudley                           | 3:52  |
| 3.  | Contact the Fact | Borland, Mayers, Green                                   | 4:21  |
| 4.  | Skeletons        | Borland, Benita Biltoo, Green, Dudley                    | 3:27  |
| 5.  | Judgement        | Borland, Mayers, Green                                   | 5:03  |
| 6.  | Fatal Flaw       | Borland, Mayers, Green, Dudley                           | 4:36  |
| 7.  | Possession       | Borland, Adrian Janes                                    | 3:25  |
| 8.  | The Fire         | Borland, Mayers, Green, Dudley                           | 2:53  |
| 9.  | Silent Air       | Borland                                                  | 4:14  |
| 10. | New Dark Age     | Borland                                                  | 5:49  |

Note : la version CD contient un titre caché à la suite de New Dark Age. Il s'agit du morceau Hothouse sorti à l'origine sur le single du même nom en 1982.

## Composition du groupe
- Adrian Borland – chant, guitare, production
- Michael Dudley – batterie, percussions, production
- Graham Green – guitare basse, production
- Max Mayers – claviers, production